# 臉盲症
，又稱臉盲症（英語：face blindness），是一種與臉部知覺相關的認知障礙。患者辨識熟人或自己臉部的能力會受損，但視覺處理的其他方面（如物體辨識）和智能（如決策能力）仍然完整。该術語最初指一種急性腦損傷後發生的狀態（後天性臉孔失認症），但研究显示也存在先天性或發展性的失認症。脸盲症在人群中的患病率约2%至3%。通常與臉孔失認症相關聯的腦區是梭狀回（fusiform gyrus），這個腦區在面對臉部時會特別啟動。梭狀回的功能使大多數人能夠比對複雜的非生物物體更詳細地辨識臉部。對於患有臉孔失認症的人來說，辨識臉部的方法仰賴於較不敏感的物體辨識系統。
右半球的梭狀回更常參與對熟悉臉部的辨識，而左半球則較少參與。目前尚不清楚梭狀回是否僅專注於辨識人類臉部，或者它是否也參與高度訓練的視覺刺激。
後天性臉孔失認症是由枕葉-顳葉損傷引起的，通常在成年人中較為常見。它可分為感知型和聯合型臉孔失認症。在先天性臉孔失認症中，個體從未充分發展出辨識臉部的能力。
儘管有過一些矯正的嘗試，但目前尚未有任何療法能夠在一組臉孔失認症患者中顯示持久的改善。臉孔失認症患者通常學會使用「拼湊」或「逐個特徵」的辨識策略。這可能涉及次要線索，如衣服、步態、頭髮顏色、膚色、體型和聲音。由於臉部在記憶中似乎具有重要的識別特徵，患有這種狀況的人也很難追蹤有關他人的信息，並正常地與他人社交。臉孔失認症還與其他與附近腦區相關的疾病有關聯，例如左半盲（與右枕葉損傷相關，導致左側視野喪失）、色覺缺陷（與頭部颞-枕交界處的單側或雙側損傷相關）以及地理定向障礙（與右半球海馬回後部和尾狀回前部損傷相關，導致對環境失去熟悉感和使用地標的困難）。

## 型態

### 感知型臉孔失認症
感知型臉孔失認症（英語：Apperceptive prosopagnosia）通常用來描述在面孔知覺系統中早期過程中獲得的臉盲症案例。被認為在apperceptive prosopagnosia中扮演關鍵角色的大腦區域是右顳葉領域。患有這種疾病的人無法理解面孔，當他們被呈現不同面孔的照片時，無法進行相同或不同的判斷。他們無法辨識熟悉和陌生的面孔。此外，感知型臉孔失認症的亞型在辨識面部情感方面有困難。然而，他們可能能夠基於非面部線索，如衣物、髮型、膚色或聲音，來辨識人們。感知型臉孔失認症被認為與損害的梭狀回有關。對成年人在類似面孔的刺激上形成新的臉部檢測器的實驗（學習區分貓的面孔）表明，這種新的檢測器形成在舌狀回（lingual gyrus）而非梭狀回。

### 聯合型臉孔失認症
聯合型臉孔失認症（英語：Associative prosopagnosia）通常用來描述在獲得性臉盲症案例中，感知過程仍然正常，但早期面孔感知過程與人們在記憶中持有的語義信息之間的聯繫受損。右前額顳區域可能也在聯合型臉孔失認症中起到關鍵作用。患有這種疾病形式的人可能能夠判斷人物面孔的照片是否相同或不同，並從一張臉上推斷年齡和性別（表明他們能夠理解一些面孔信息），但可能無法隨後識別這個人，也無法提供有關他們的任何信息，如名字、職業或上次相遇的時間。聯合型臉孔失認症被認為是由海馬旁迴（parahippocampal gyrus）功能受損所致。

### 先天性臉孔失認症
發展性臉孔失認症（英語：Developmental prosopagnosia，DP），也稱為先天性臉孔失認症（CP），是一種終生存在的臉部識別缺陷，表現在幼童時期，且不能歸因於後天性腦損傷。儘管發展性臉盲症在生命早期就開始了，但許多人直到成年後期才意識到他們患有DP。許多研究通過腦電圖（EEG）和功能性磁振造影（fMRI）的測量都發現了DP的功能缺陷。有人提出認為遺傳因素是造成這種狀況的原因。如果DP影響了多於一名家庭成員，就引入了"遺傳性臉孔失認症"這個術語，基本上強調了這種狀況可能的遺傳貢獻。為了檢驗這種可能的遺傳因素，對689名隨機選擇的學生進行了一項調查，其中有十七名發展性臉盲症者經量化確定。這十四名DP患者的家庭成員接受了訪談，以確定是否具有臉盲症樣的特徵，在這十四個家庭中，至少發現了另一名受影響的家庭成員。
在2005年，由Ingo Kennerknecht主導的一項研究支持了所提出的先天性臉盲症的形式。這項研究提供了流行病學證據，證明先天性臉盲症是一種在家庭中經常發生的認知障礙。研究中形成的家譜樹的分析還表明，遺傳性臉盲症（HPA）的分離模式完全符合體染色體顯性遺傳。這種遺傳模式解釋了為什麼HPA在某些家庭中如此常見（Kennerknecht等人，2006年）。

## 成因
臉盲症可以由位於顱後區域的不同部位的損傷引起，包括枕下區（顱後面區）、梭狀回和前額顳皮質。正子斷層造影（PET）和功能性磁振造影（fMRI）顯示，在沒有臉盲症的個體中，這些區域對面孔刺激有特異性的活化反應。枕下區主要參與面孔感知的早期階段，而前額顳結構整合了有關熟悉人物的面孔、聲音和姓名的具體信息。
後天性臉盲症可以由多種神經損害引起。致使臉盲症的血管原因包括後腦動脈梗死（PCAIs）和顱後區域的下內側出血。這可能是雙側的或單側的，但如果是單側的，幾乎總是在右半球。最近的研究證實了上述特定顱後區域的右半球損傷足以誘發臉盲症。患有臉盲症的患者的MRI掃描顯示損傷主要局限在右半球，而fMRI掃描顯示左半球功能正常。單側的左顳區域損傷會導致對物體的不認識，但保留對面孔的識別過程，盡管已經有一些報告左側單側損傷導致臉盲症的案例。有人提出，由左半球損傷引起的這些面孔識別障礙是由於語義缺陷阻礙了從視覺方式獲取人特定語義信息的檢索過程。
其他較少見的致病原因包括一氧化碳中毒、顳葉切除手術、腦炎、贅生物、右顳葉萎縮、創傷、帕金森氏症和阿茲海默症。

## 診斷
目前很少有神經心理學評估能確定性地診斷臉盲症。其中一個常用的測試是著名的臉孔測試，受試者被要求辨識名人的臉孔。然而，這個測試難以標準化。另一個被神經心理學家使用的測試是Benton臉孔辨識測試（BFRT），用於評估臉孔辨識技能。受試者在目標臉孔的上方看到六個測試臉孔，被要求辨識哪個測試臉孔與目標臉孔相符。這些圖像被裁剪，以消除頭髮和衣物，因為許多患有臉盲症的人使用頭髮和衣物的提示來辨識臉孔。測試中使用男性和女性的臉孔。在前六個項目中，只有一個測試臉孔與目標臉孔相符；在接下來的七個項目中，有三個測試臉孔與目標臉孔相符，且姿勢不同。BFRT的可靠性在Duchaine和Nakayama進行的一項研究中受到質疑，該研究顯示，11名自報患有臉盲症的受試者的平均分數在正常範圍內。這可能是測試設計的方式所致。發展性臉盲症的人通常使用拼湊策略，而這種測試通過提供目標臉孔來與可能的相符臉孔進行比較，從而鼓勵了這種策略。隨著測試的難度增加，由於位置和照明的原因，越來越多的面部特徵變得模糊，使正常對照組受試者依賴於尋找與目標臉孔相匹配的個別特徵的相同策略。
這個測試可能有助於識別患有感知型臉盲症的患者，因為這主要是一個匹配測試，他們無法識別熟悉和陌生的臉孔。他們將無法通過這個測試。對於診斷患有聯合性臉盲症的患者，這個測試則無用，因為他們能夠匹配臉孔。
劍橋臉孔記憶測試（CFMT）由Duchaine和Nakayama開發，旨在更好地診斷患有臉盲症的人。這個測試最初向個體呈現六個不同目標臉孔的每個三張圖像。然後，他們將被呈現許多包含一個目標臉孔和兩個干擾者的三張圖像系列。Duchaine和Nakayama表明，CFMT在診斷患有臉盲症的患者方面比以前的測試更準確和高效。他們的研究比較了這兩種測試，CFMT診斷了75％的患者，而BFRT只診斷了25％的患者。然而，與BFRT類似，患者被要求基本上是匹配陌生的臉孔，因為它們在測試開始時只是簡短地出現。這個測試沒有被廣泛使用，需要進一步測試才能被視為可靠。
20項臉盲指數（PI20）是一份免費提供並經過驗證的自我報告問卷，可以與基於計算機的臉孔識別測試一起使用，以幫助識別患有臉盲症的個體。它已使用包括著名面孔識別測試和劍橋臉孔記憶測試在內的面孔感知能力的客觀測量進行驗證。在PI20上得分超過65的一般人口不到1.5％，在CFMT上不到65％。

## 治療
目前尚無被廣泛接受的治療方法。

## 預後
對於獲得性臉盲症的管理策略，例如中風後難以識別人臉的個體，通常成功率較低。有時，獲得性臉盲症會自癒。

## 兒童臉孔失認症
發展性臉盲症對於兒童來說可能是一個難以理解和應對的困擾。許多患有發展性臉盲症的成年人報告說，很長一段時間內，他們根本不知道自己在面部處理方面存在缺陷，並且不知道其他人能夠僅憑面部差異區分人們。
兒童的臉盲症可能被忽視，他們可能只是因為無法辨識面孔而顯得非常害羞或略顯古怪。他們可能也很難交朋友，因為他們可能無法識別同學。他們通常會與那些有著非常清晰、獨特特徵的兒童交朋友。
患有臉盲症的兒童可能也難以理解電視節目和電影的情節，因為他們難以識別不同的角色。他們傾向於喜歡卡通，其中的角色具有簡單但清晰的特徵，通常穿著相同的衣服，可能是鮮明不同的顏色，甚至可能是不同的物種。患有臉盲症的兒童甚至可能難以分辨家庭成員，或在不同情境下識別人（例如，超市中的老師）。有些人在集體照片中可能難以辨識自己。
此外，患有臉盲症的兒童在學校可能會遇到困難，因為許多學校專業人員對臉盲症了解甚少，如果他們了解的話。最近，一個兒童臉孔的數據庫和兒童臉孔知覺測試已經開發出來，這可能為專業人員提供一種評估兒童是否患有臉盲症的方法。

## 著名人物
- 奧利佛·薩克斯[32]
- 查克·克洛斯[33]
- 亞倫·艾達[34][35]
- 史蒂芬·弗莱[36][37]
- 第三代索爾斯伯利侯爵羅伯特·蓋斯科因-塞西爾[38]
- 珍·古德[39]
- 約翰·希肯盧珀[40]
- 畢·彼特[41][42][43]
- 維多利亞王儲[44]
- 史蒂夫·沃茲尼克[45]

## 延伸閱讀
- Bruce, V.; Young, A. . Oxford University Press. 2000. ISBN 978-0-19-852439-7.
- Duchaine, Bradley C; Nakayama, Ken. . Current Opinion in Neurobiology. 2006-04, 16 (2): 166–173  [2022-05-05]. PMID 16563738. doi:10.1016/j.conb.2006.03.003. （原始内容存档于2022-10-24） （英语）.
- Farah, Martha J. . Cambridge: M.I.T. Press. 1990. ISBN 978-0-262-06135-3. OCLC 750525204.
- Nast, Condé. . The New Yorker. 2010-08-23  [2022-05-05]. （原始内容存档于2016-04-10） （美国英语）.
- Sellers, Heather. . Riverhead Hardcover. 2010. ISBN 978-1-59448-773-6. OCLC 535490485.

## 外部連結
- Face Blind! （页面存档备份，存于） The seminal online book on face blindness by Bill Choisser, San Francisco.